# 武豊町歴史民俗資料館
武豊町歴史民俗資料館（たけとよちょうれきしみんぞくしりょうかん）とは、愛知県知多郡武豊町にある郷土資料館。1985年開館。武豊町の歴史・文化・産業に関する資料を収蔵・展示している。

## 展示
常設展示室（1階）
醸造業（味噌やたまり醤油）などの伝統産業や、鍛冶屋、下駄屋、紺屋、石屋などの産業について紹介している。鉄道（国鉄武豊線、現在のJR武豊線）と港湾（武豊港）によって武豊の町が栄える様子を説明している。
常設展示室（2階）
古墳時代や中世の遺跡の出土品を展示しているほか、明治・大正・昭和の食生活コーナーや、町内の山車を紹介する年中行事コーナーもある。知多木綿の手織りの実演が随時行われている。
特別展・企画展
年に数回の頻度で開催。
ギャラリー

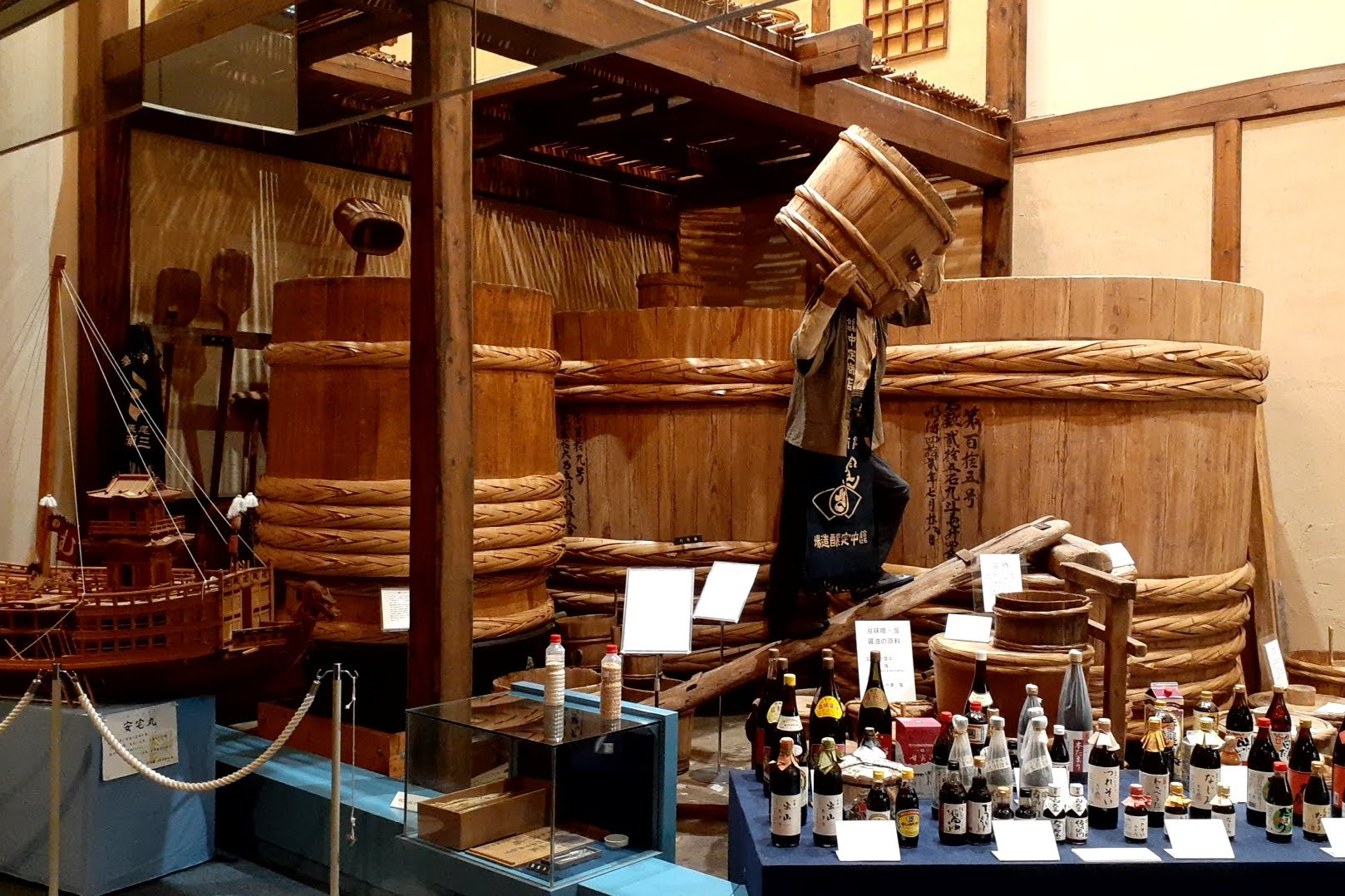
常設展示
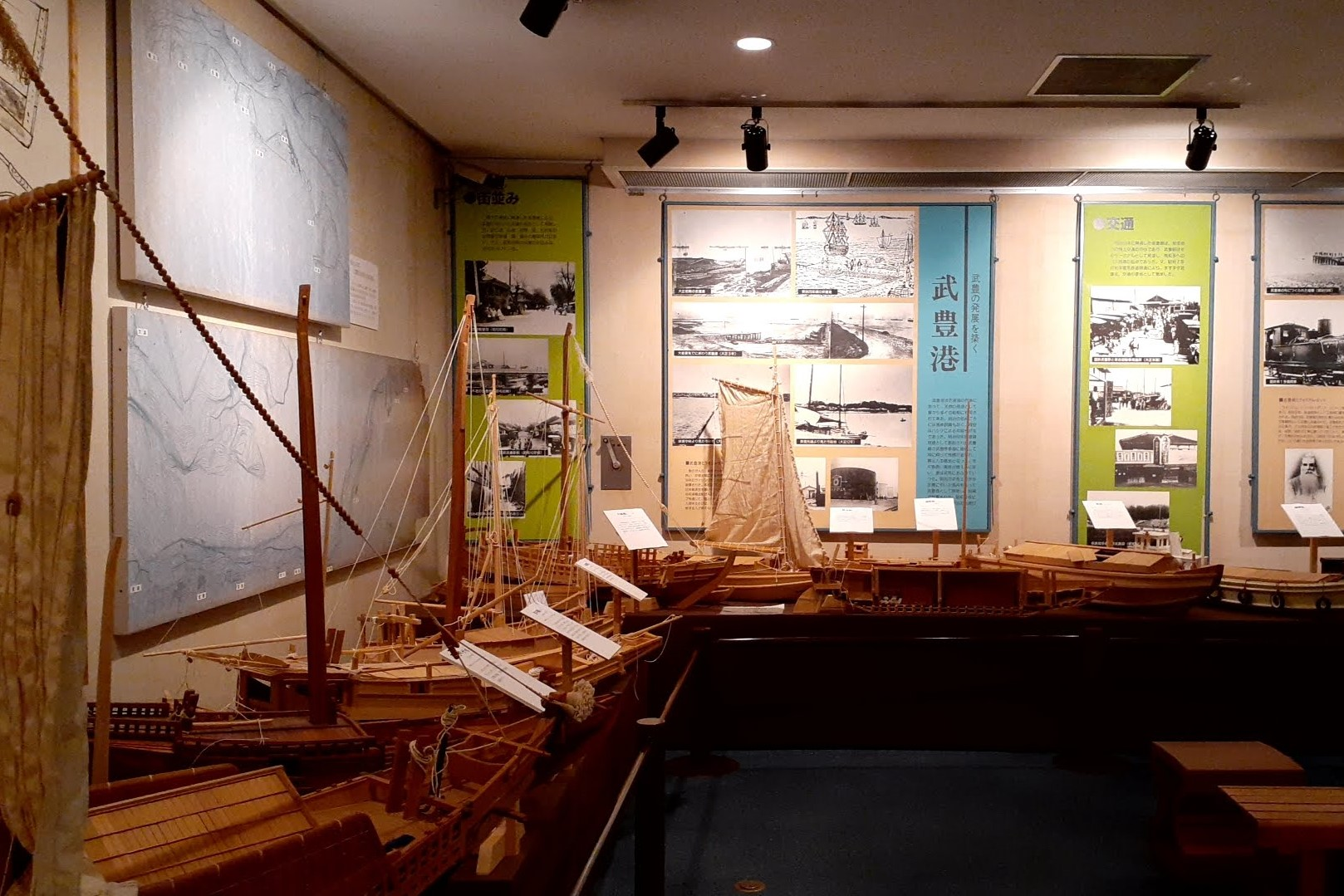
常設展示

## 歴史民俗資料館友の会
歴史民俗資料館の活動に沿って郷土の歴史や民俗などの文化財について学び親しむ会が存在する。
郷土史の会
郷土の成り立ちを見聞する。毎月第3金曜日の13時30分～15時30分に活動。
古文書友の会
三井家文書を中心に古文書に親しみ学ぶ。毎月第1・3土曜日の13時30分～16時に活動。
はたおり友の会
知多木綿の手織りの技を伝える。毎月第1・3火曜日の9時30分～15時に活動。
町を見て聞いて歩く会
郷土の史跡や文化財、古道を見て歩く。毎月1回（日曜日）の9時30分～12時に活動。
むかしを学び伝える会
農作業など昔の暮らしを体験し学ぶ。毎週月曜日の9時30分～12時に活動。

## 利用案内
- 休館日：月曜日、国民の祝日、12月28日から翌年1月4日まで、資料整理日。
- 開館時間：9時～17時
- 入館料：無料

## アクセス
- 名鉄河和線 知多武豊駅下車、徒歩で約10分。
- 名鉄河和線 上ゲ駅下車、徒歩で約5分。
- JR武豊線 武豊駅下車、徒歩で約15分。